# باري ألفاريز
باري ألفاريز (بالإنجليزية: Barry Alvarez)‏ هو لاعب كرة قدم أمريكية أمريكي، ولد في 30 ديسمبر 1946 في Langeloth, Pennsylvania ‏ في الولايات المتحدة.

## وصلات خارجية
- باري ألفاريز على موقع قاعة آيوا للمشاهير الرياضية (الإنجليزية)
- باري ألفاريز على موقع IMDb (الإنجليزية)